# 相応院 (蒲生氏郷正室)
相応院（そうおういん、永禄4年（1561年） - 寛永18年5月9日（1641年6月17日））は、戦国時代から江戸時代初期にかけての女性。織田信長の次女。蒲生氏郷の正室。

## 生涯
永禄元年（1558年）もしくは同4年（1561年）、尾張国の戦国大名・織田信長の次女として誕生。信長の四男である羽柴秀勝とは知恩院塔頭瑞林院に秀勝と同じく墓があることから共に母を養観院とする同腹姉弟とも考えられる。
永禄11年（1568年）、近江六角氏の旧臣の蒲生賢秀が織田氏に臣従したとき、信長は賢秀の子・鶴千代（後の蒲生氏郷）を人質として取ったが、その器量を早くから見抜いて、永禄12年（1569年）の大河内城の戦い後に自らの娘を与えて娘婿として迎えた。織田家からは加藤次兵衛が付添った。2人の間には息子の蒲生秀行と娘（前田利政室）をもうけている。
その後、夫・氏郷は豊臣秀吉に臣従し、陸奥会津92万石の大名になるが、文禄4年（1595年）に40歳で死去。後継の秀行は家臣団の統制がままならず会津から宇都宮12万石に減封・移封された。
姫も共に宇都宮に移ったが、関ヶ原の戦いで秀行が東軍に与して功を挙げたことから会津60万石に戻される。しかし慶長17年（1612年）に秀行が30歳で死去し、その跡を継いだ孫の蒲生忠郷は寛永4年（1627年）に25歳で死去した。忠郷には嗣子がなく、蒲生氏は断絶しかけたが、姫が信長の娘であることと、秀行の妻が徳川家康の娘（秀忠の妹）振姫であったことから特別に、姫の孫にあたる忠知（忠郷の弟）が会津から伊予松山藩20万石へ減移封の上で家督を継ぐことを許された。その忠知も、寛永11年（1634年）に嗣子なくして早世し、結局は蒲生氏は無嗣断絶となった。
晩年は京都嵯峨で過ごし、寛永18年（1641年）5月9日、81歳で死去した。法名は相応院殿月桂凉心英誉清薫大禅定尼姉。墓所は京都左京区の知恩寺。

## 実名
院号のみ伝わっており、実名・通称ともに不明である。
冬姫（ふゆひめ）の名がしばしば伝記や小説などで採用されているが、この典拠は不明である。和田裕弘は「通常、この姫の名前を『冬姫』とするが、『永禄十二年冬姫』を嫁がせたという記述を誤読したものともいわれる。永禄十二年に『冬姫』が嫁したのではなく、永禄十二年の冬に（信長の）姫が嫁したと解すべきというものである。従うべきであろう。」と述べている。谷徹也は『藩翰譜』の「同じき冬姫を給て」という記述の誤読とし、明治41年（1908年）に刊行された『国史大辞典』の記述によって広く世間に広まったとしている。